# Минербио
Минѐрбио (на италиански: Minerbio, на местен диалект Mnérbi, Мънерби) е градче и община в северна Италия, провинция Болоня, регион Емилия-Романя. Разположено е на 16 m надморска височина. Населението на общината е 8700 души (към 2010 г.).